# Lechytia anatolica
Espèce
Lechytia anatolica est une espèce de pseudoscorpions de la famille des Lechytiidae.

## Distribution
Cette espèce est endémique de Turquie.

## Étymologie
Son nom d'espèce lui a été donné en référence au lieu de sa découverte, l'Anatolie.

## Publication originale
- Beier, 1965 : Die Pseudoscorpioniden-Fauna Anatoliens. Istanbul Universitesi Fen Fakultesi Mecmuasi, sér. B, vol. 29, no 4/6, p. 81-105.